# Sebastián Villota
Juan Sebastián Villota Vargas (San Juan de Pasto, 18 de febrero de 1992) es un exfutbolista colombiano. Jugaba de volante creativo y su último equipo fue el Deportivo Pasto de su ciudad natal, las reiteradas lesiones y una mala cirugía de rodilla, sumado a la mala recuperación y el alcoholismo propiciaron su retiro de las canchas.
Hizo su debut con Deportivo Pasto en 2008, a los 16 años y se convirtió en el jugador más joven en la historia del Pasto en debutar en primera con el equipo.

## Trayectoria

### Deportivo Pasto
Sebastián se formó en las divisiones inferiores del Deportivo Pasto y en la cuna de los jugadores nariñenses, la selección juvenil departamental, pasando por todas sus categorías. Hizo su debut con el Pasto en el apertura del 2008, exactamente el 18 de mayo de 2008 frente al Deportes Quindío en el Estadio Libertad jugando 62 minutos. A la edad de 16 años y 90 días, fue el jugador más joven del Pasto en debutar en primera, un récord anteriormente en manos de Carlos Daniel Hidalgo. Además se convirtió en el jugador más joven en anotar para este equipo el 13 de agosto del 2008 a la edad de 16 años, en un partido por Copa Colombia donde su equipo se enfrentó con Cortuluá, anotando a los 53 minutos en el empate 1-1 el 13 de agosto de 2008. Esta marca fue batida por Juan José Narváez en el 2011.
En la temporada 2009 participó de la pretemporada con el primer equipo, asignándole el dorsal #7; jugó varios partidos en primera. Sobrepasó el descenso del equipo ese mismo año y en el 2011 Eduardo Lara lo citó a un microciclo de la Selección Colombia, preparatorio al Mundial sub-20. Esa temporada y ya con el #10 a su espalda fue partícipe del ascenso del Pasto a la primera categoría siendo titular en la mayoría de los partidos, anotando ocho tantos y siendo figura del equipo.
En la temporada 2012, Villota alcanzó 100 partidos como profesional en el encuentro de Copa Colombia entre Deportivo Pasto y Universitario disputado el 25 de abril de 2012, en el 0-0 final. Sebastián se convirtió en el jugador más joven en llegar al centenar de partidos en la historia del club.

### Oriente Petrolero
El 22 de enero de 2017 se confirma su primera experiencia internacional al ser contratado por el Oriente Petrolero de la Primera División de Bolivia. El 5 de febrero debuta por liga en el empate a cero goles como visitantes con Club San José. Su primer partido en la Copa Sudamericana 2017 lo juega el 6 de abril en el empate a un gol como locales frente a Deportivo Cuenca.

## Estadísticas
Estadísticas hasta el 31 de agosto de 2019.
| Deportivo Pasto · Colombia                                                                                       | 1ª                  | 2008                | 1   | 0  | 2  | 1 | -  | - | 3   | 1  |
| Deportivo Pasto · Colombia                                                                                       | 1ª                  | 2009                | 18  | 0  | 2  | 0 | -  | - | 20  | 0  |
| Deportivo Pasto · Colombia                                                                                       | 2ª                  | 2010                | 19  | 1  | 4  | 0 | -  | - | 23  | 1  |
| Deportivo Pasto · Colombia                                                                                       | 2ª                  | 2011                | 37  | 8  | 7  | 0 | -  | - | 44  | 8  |
| Deportivo Pasto · Colombia                                                                                       | 1ª                  | 2012                | 32  | 1  | 13 | 3 | -  | - | 45  | 4  |
| Deportivo Pasto · Colombia                                                                                       | 1ª                  | 2013                | 40  | 4  | 6  | 0 | 6  | 0 | 52  | 4  |
| Deportivo Pasto · Colombia                                                                                       | 1ª                  | 2014                | 25  | 3  | 6  | 0 | -  | - | 31  | 3  |
| Deportivo Pasto · Colombia                                                                                       | Total               | Total               | 172 | 17 | 40 | 4 | 6  | 0 | 218 | 21 |
| La Equidad · Colombia                                                                                            | 1ª                  | 2015                | 27  | 3  | 6  | 0 | -  | - | 33  | 3  |
| La Equidad · Colombia                                                                                            | Total               | Total               | 27  | 3  | 6  | 0 | -  | - | 33  | 3  |
| Patriotas Boyacá · Colombia                                                                                      | 1ª                  | 2016                | 22  | 4  | 5  | 2 | -  | - | 27  | 6  |
| Patriotas Boyacá · Colombia                                                                                      | Total               | Total               | 22  | 4  | 5  | 2 | -  | - | 27  | 6  |
| Oriente Petrolero · Bolivia                                                                                      | 1ª                  | 2017                | 6   | 0  | 0  | 0 | 2  | 0 | 8   | 0  |
| Oriente Petrolero · Bolivia                                                                                      | Total               | Total               | 6   | 0  | 0  | 0 | 2  | 0 | 8   | 0  |
| Jaguares de Córdoba · Colombia                                                                                   | 1ª                  | 2017                | 19  | 1  | 0  | 0 | -  | - | 19  | 1  |
| Jaguares de Córdoba · Colombia                                                                                   | 1ª                  | 2018                | 13  | 2  | 0  | 0 | 2  | 0 | 15  | 2  |
| Jaguares de Córdoba · Colombia                                                                                   | Total               | Total               | 32  | 3  | 0  | 0 | 2  | 0 | 34  | 3  |
| Deportivo Pasto · Colombia                                                                                       | 1ª                  | 2018                | 16  | 0  | 0  | 0 | -  | - | 16  | 0  |
| Deportivo Pasto · Colombia                                                                                       | 1ª                  | 2019                | 13  | 0  | 1  | 0 | -  | - | 14  | 0  |
| Deportivo Pasto · Colombia                                                                                       | Total               | Total               | 29  | 0  | 1  | 0 | 0  | 0 | 30  | 0  |
| Union Magdalena · Colombia                                                                                       | 1ª                  | 2019                | 6   | 0  | 0  | 0 | -  | - | 6   | 0  |
| Union Magdalena · Colombia                                                                                       | Total               | Total               | 6   | 0  | 0  | 0 | 0  | 0 | 6   | 0  |
| Total en su carrera                                                                                              | Total en su carrera | Total en su carrera | 294 | 27 | 52 | 6 | 10 | 0 | 356 | 33 |
| (1)Incluidos los datos de Copa Colombia. (2)Incluidos los datos de la Copa Sudamericana (2013), (2017) Y (2018). |                     |                     |     |    |    |   |    |   |     |    |

## Palmarés

### Campeonatos nacionales
| Título    | Club            | País     | Año  |
| --------- | --------------- | -------- | ---- |
| Primera B | Deportivo Pasto | Colombia | 2011 |